# Peace Train
Peace Train è una canzone del cantante folk britannico Cat Stevens, brano di chiusura dell'album Teaser and the Firecat (1971). 
La canzone ha raggiunto il n. 7 della classifica Billboard Hot 100 durante la seconda settimana dell'ottobre 1971, diventando la prima hit di Stevens ad entrare nella Top 10 degli Stati Uniti.

## Storia e significato
Il brano fu composto da Cat Stevens in un'epoca caratterizzata da una forte diffusione di canzoni di protesta, fra cui uno dei temi trattato era spesso quello contro le guerre. Del resto si era nell'epoca della guerra del Vietnam. Il brano di questo genere più importante era stato Give Peace a Chance di John Lennon e la Plastic Ono Band del 1969. 
Insieme alla canzone di Lennon, a Eve of Destruction e Brothers in Arms, è considerata una delle canzoni più famose contro la guerra.